# Khu Haringey của Luân Đôn
Khu Haringey của Luân Đôn (tiếng Anh: London Borough of Haringey, phiên âm: /ˈhærɪŋɡeɪ/)
là một khu tự quản Luân Đôn, thuộc Bắc Luân Đôn, là một phần của vùng Nội Luân Đôn, các phần khác thuộc Ngoại Luân Đôn. Khu tự quản thành lập năm 1965, tiếp giáp với 6 khu tự quản Luân Đôn khác.
Haringey bao phủ diện tích 11 dặm vuông Anh (28,5 km2). Nơi đây có các khu vực không gian xanh rộng lớn, chiếm 25% tổng diện tích toàn khu tự quản. Chính quyền địa phương là Hội đồng Khu tự quản Luân Đôn Haringey. Trong những năm gần đây, Hội đồng Haringey trở thành chủ đề của những lời chỉ trích trên toàn quốc qua vấn đề xử lý phúc lợi trẻ em, có liên hệ đến vụ giết chết của Victoria Climbie và cái chết của Baby P. Thánh 3 năm 2009, Ủy ban Kiểm toán đánh giá hoạt động của Hội đồng Haringey vào nhóm 4 cuối bảng xét trên toàn quốc gia, và xếp cuối tại Luân Đôn. Tháng 12 năm 2009, Ofsted xếp Haringey vào nhóm 9 cuối cùng xét trên toàn quốc gia đối với các dịch vụ phúc lợi dành cho trẻ em.